# Croix du XVIIe à Plusquellec
La croix du XVIIe siècle est située à Plusquellec en France.

## Localisation
La croix est située sur le territoire de la commune de Plusquellec, place de l'Église, dans le département des Côtes-d'Armor en région Bretagne.

## Historique
La croix est inscrite au titre des monuments historiques par arrêté du 24 mars 1926.

## Galerie

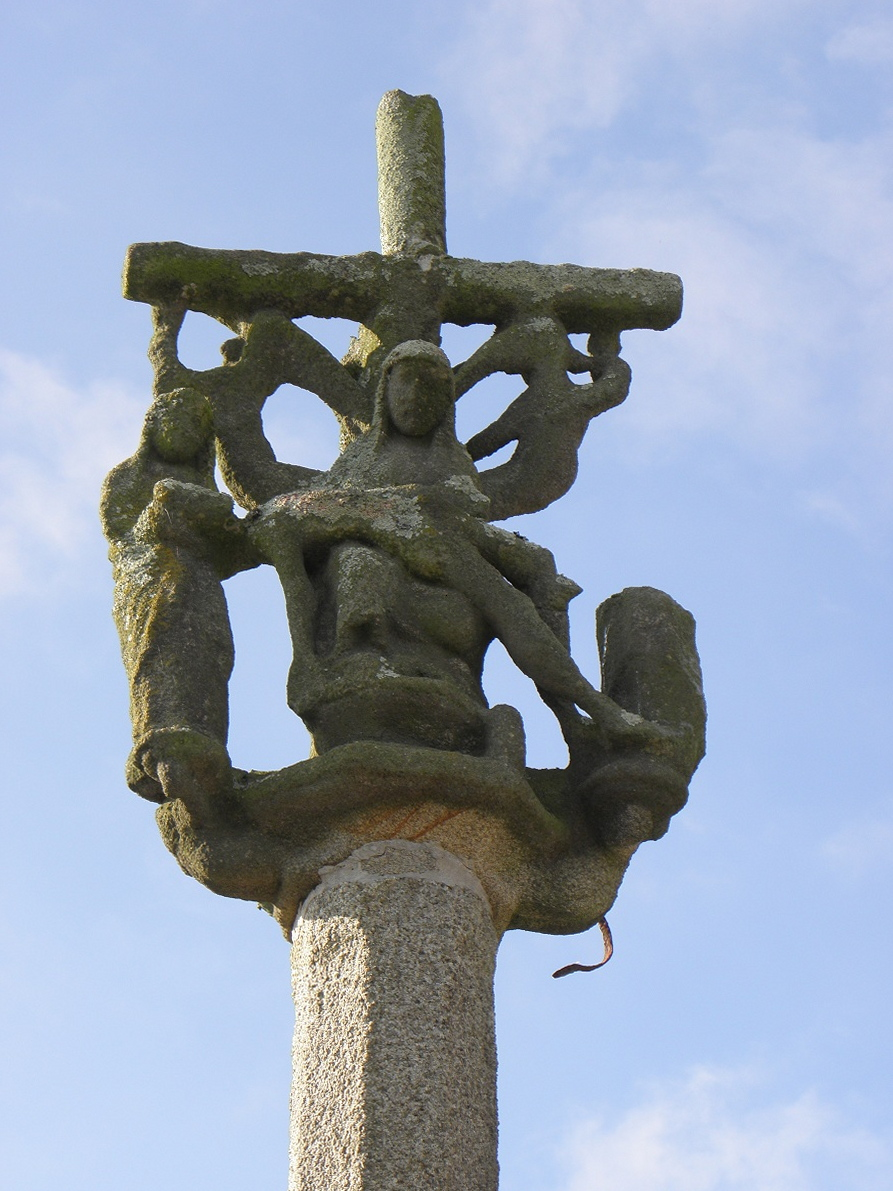
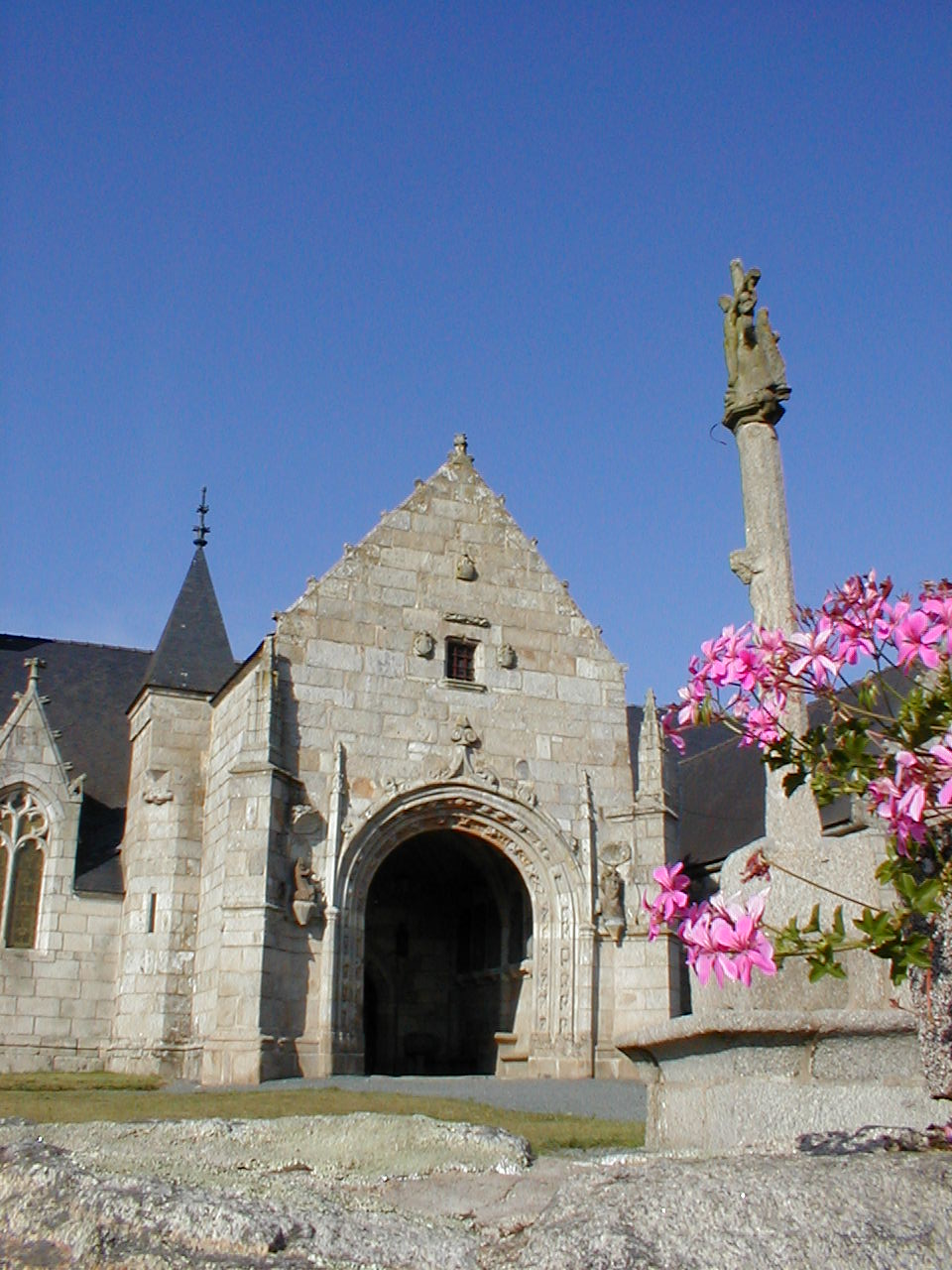
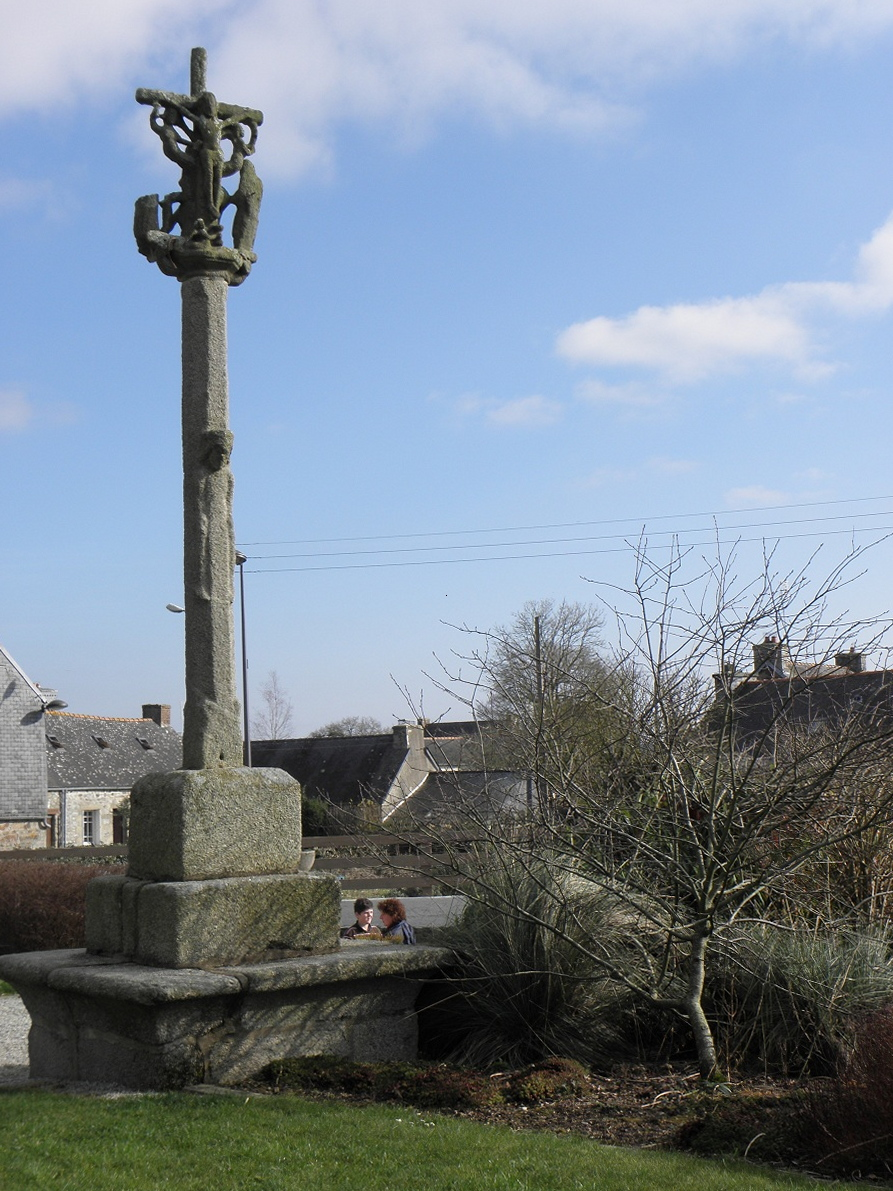